# Rudolf Slánský
Rudolf Slánský (31 iulie 1901 - 3 decembrie 1952) a fost un politician comunist din Cehoslovacia. Având funcția de secretar general al partidului după cel de-al Doilea Război Mondial, el a fost unul dintre provocatorii și organizatorii loviturii de stat ce a instaurat regimul comunist în Cehoslovacia. Slánský a fost un activist marxist-stalinist, care, în timpul scurtei sale perioade la conducerea partidului în perioada de după lovitura de stat din Cehoslovacia din 1948, a organizat sovietizarea aprofundată a societății, desființarea proprietății private și reprimarea oponenților politici ai regimului. În domeniul afacerilor externe, el a jucat un rol major în înființarea statului Israel, furnizând armament de origine cehă luptătorilor sioniști care încercau să răstoarne regimul britanic din Palestina. 
După ruptura între liderii comuniști Iosip Broz Tito din Iugoslavia și Iosif Stalin din URSS, acesta din urmă a provocat un val de „epurări” în conducerile partidelor comuniste, pentru a preveni apariția altor rupturi între Uniunea Sovietică și  țările „satelit” central-europene. În Cehoslovacia, Slánský, care a fost considerat vulnerabil din cauza problemelor economice și industriale ale țării, a fost unul din cei 14 lideri arestați în 1952 și judecat într-un proces spectacol - en masse în noiembrie 1952. Judecarea sa a fost cunoscută mai târziu ca procesul Slansky. Acuzații, funcționari de rang înalt ai Partidului Comunist Cehoslovac, au fost învinuiți de înaltă trădare. După opt zile și numeroase acuzații, 11 din cei 14 inculpați au fost condamnați la moarte. Slánský a fost executat cinci zile mai târziu.

## Viața timpurie
Născut la Nezvěstice, acum în districtul Plzeň într-o familie de evrei ce vorbeau limba germană, Slánský a urmat cursurile unei școli secundare comerciale la Plzeň. După sfârșitul Primului Război Mondial, el a mers la Praga, capitala noului stat cehoslovac, unde a intrat în legătură cu o elită intelectuală cu idei socialiste ce se întâlnea în asociații precum Clubul Marxist. În 1921, Slánský a aderat la Partidul Comunist din Cehoslovacia atunci când acesta s-a rupt din Partidul Social Democrat. El a avansat în ierarhia partidului și a devenit un adjunct al liderului Klement Gottwald. La cel de-al cincilea congres al partidului din 1929, Slánský a fost numit membru al Biroului Politic și al Prezidiului, iar Gottwald a devenit secretar general.
Din 1929 și până în 1935, Slánský a trăit ascuns din cauza statutului ilegal al Partidului Comunist. În 1935, după ce partidului i s-a permis să participe la viața politică, atât el, cât și Gottwald au fost aleși în Adunarea Națională. Situația partidului s-a înrăutățit după Acordul de la München din 1938. Când Germania a ocupat regiunea sudetă în octombrie 1938, Slánský, împreună cu mare parte din conducătorii comuniști cehoslovaci, a fugit în Uniunea Sovietică.
La Moscova, Slánský a lucrat la emisiunile Radio Moscova destinate Cehoslovaciei. El a locuit acolo în timpul luptelor de apărare ale Moscovei de atacurile germanilor în timpul iernii anului 1941-1942. Activitatea sa de la Moscova l-a adus în contact cu comuniștii sovietici și cu metodele de multe ori brutale pe care aceștia le foloseau pentru menținerea disciplinei de partid.
În 1943 fiica minoră a lui Slánský, Naďa (Nadia) a fost răpită cu forța din căruciorul ei de către o femeie în timp ce fratele ei de opt ani, Rudolf, a opus rezistență. Femeia știa detalii despre doamna Slánský, inclusiv activitatea ei de la Radio Moscova. Nici Nadia, nici răpitorii nu au fost găsiți vreodată. Văduva lui Slánský a povestit că au fost făcute cereri scrise către poliție și chiar către Stalin, toate acestea rămânând fără răspuns.
În timp ce se afla în exil în Uniunea Sovietică, Slánský a organizat unitățile militare cehoslovace, cu care s-a întors în Cehoslovacia în 1944, pentru a participa la Revolta Națională Slovacă.

## Ascensiunea la putere în perioada postbelică
În 1945, după cel de-al Doilea Război Mondial, conducătorii Cehoslovaciei s-au întors din exil de la Londra și Moscova, iar Slánský a avut întâlniri care au dus la formarea unui guvern al Frontului Național cu concursul președintelui Edvard Beneš. La cel de-al VIII-lea congres al Partidului Comunist Cehoslovac din martie 1946, Slánský a devenit secretar general al Partidului Comunist. Această alegere l-a făcut omul nr. 2 în partid, după Gottwald, care a devenit conducătorul unui guvern de coaliție după alegerile ce au avut loc în acel an.
În 1948, Partidul Comunist, care nu a fost niciodată capabil să obțină majoritatea voturilor, a preluat puterea în urma loviturii de stat din februarie. Secretarul general Slánský a devenit astfel al doilea cel mai puternic om din țară, după președintele Gottwald. Doi ani mai târziu, Gottwald a acuzat doi colaboratori apropiați ai lui Slánský, Otto Šling și Bedřich Reicin, de crime împotriva Partidului Comunist. Slánský a participat la epurarea lor, pentru că nu avea destulă influență în partid pentru a lupta împotriva acuzațiilor. Slánský a fost acuzat pentru problemele economice și industriale ale țării, pierzând asfel sprijinul popular. Cu toate acestea, el a primit Ordinul Socialismului, o decorație înaltă, pe 30 iulie 1951, iar o carte cu discursurile sale în sprijinul socialismului urma să fie publicată sub titlul Spre victoria socialismului.

## Afaceri externe
În 1945 Agenția Evreiască și aripa sa militară Haganah a inițiat o campanie teroristă de atentate cu bombă și asasinate împotriva funcționarilor și civililor britanici și palestinieni, într-o încercare de a răsturna guvernul britanic din Palestina și de a stabili Statul Israel în ciuda opoziției intense și vocale a majorității palestiniene.
În iunie 1947 Agenția Evreiască (ce a devenit mai târziu guvernul israelian) și-a dat seama că avea nevoie de arme numeroase și mai avansate pentru planificarea Operațiunii Balak, așa că a încercat să cumpere arme în mod clandestin, unele dintre ele fiind arme ale fostei armate germane ce fuseseră capturate de Armata Cehoslovacă pe teritoriul său național. Aceste propuneri au fost respinse de guvernul ceh al președintelui Beneš. Cu toate acestea, la insistențele lui Stalin și a guvernului sovietic care erau, la acel moment, susținători ai sionismului, guvernul ceh a cedat și pe 14 ianuarie 1948, Jan Masaryk, ministrul ceh de externe, a semnat un acord de vânzare de arme supravegheat de Ivan Maisky, un diplomat evreu, care a jucat un rol-cheie în negocierile cu mișcarea sionistă.
După lovitura de stat din februarie 1948 și confiscarea puterii de către Partidul Comunist, aceste transporturi de arme au luat o formă tangibilă și au crescut exponențial în cantitate. A fost livrat un număr mare de tancuri, avioane de luptă și armament greu și ușor, iar guvernul ceh s-a angajat să antreneze un număr mare de soldați sioniști pe teritoriul său. Au fost instruite grupuri mari de voluntari evrei de dimensiunea unei brigăzi (aproximativ 1.300 de oameni), de la 20 august 1948 până la 4 august 1948, precum și numeroși piloți și mecanici de întreținere.
În toată această perioadă, secretarul general Slánský a rămas un susținător entuziast și vocal al acestor politici, fapt care va contribui ulterior la căderea lui și va fi folosit împotriva sa în procesul Slánský.
Aceste arme și asistența unor personalități comuniste cehoslovace au fost menționate de către prim-ministrul israelian David Ben Gurion, care a spus în 1968 că (aceste arme) „au salvat țara ... Afacerea cu arme cehe a fost cel mai mare ajutor pe care l-am avut atunci... fără ea, mă îndoiesc foarte mult că am fi putut supraviețui în prima lună”.

## Procesul
În noiembrie 1952 Slánský și alți 13 funcționari comuniști de rang înalt (dintre care 10 erau evrei) au fost arestați și acuzați de a fi titoiști și sioniști, deoarece retorica oficială a URSS se întorsese împotriva sionismului, deși relațiile oficiale nu au fost întrerupte până în 1953.
Retorica partidului a susținut că Slánský ar fi fost spion și că ar fi participat la o conspirație capitalistă internațională pentru a submina socialismul, iar pedepsirea sa ar răzbuna uciderea de către naziști a comuniștilor cehi Jan Šverma și Julius Fučík în timpul celui de-al Doilea Război Mondial.
Unii istorici susțin că Stalin ar fi dorit supunere completă și epurarea partidelor de „național-comuniști”. Conform acestei teorii, Gottwald, temându-se pentru siguranța lui, a decis să-l sacrifice pe vechiul colaborator si asociat Slánský.
Alți istorici afirmă însă că rivalitatea dintre Slánský și Gottwald a escaladat după lovitura de stat din 1948. Slánský a început să-și consolideze puterea în cadrul secretariatului partidului și să-și plaseze susținătorii în funcții guvernamentale, amenințând poziția de președinte a lui Gottwald după demisia lui Beneš. Stalin l-a susținut pe Gottwald pentru că a fost considerat că acesta avea o șansă mai bună de a aduce economia Cehoslovaciei într-o poziție care să-i permită producerea de bunuri necesare pentru Uniunea Sovietică.
În orice caz, Slánský a dobândit o imagine de lider „sionist” (el era evreu, într-o vreme în care, în întregul bloc estic, liderii comuniști evrei care conduceau regimurile instalate de sovietici au fost folosiți ca țapi ispășitori de către Stalin pentru lipsurile și problemele economice). Sprijinul material și diplomatic considerabil acordat Israelului a făcut ca cel puțin unele acuzații să pară credibile.
Aceste evenimente i-au permis fostului aliat al lui Gottwald și ministru al apărării Antonín Zápotocký, ambii populiști, să-l acuze că ar aparține burgheziei. Slánský și aliații săi au fost, de asemenea, nepopulari în rândul vechilor membri ai partidului, ai guvernului și ai Biroului Politic al partidului.
Aflat în închisoare, după arestarea sa, Slánský a fost torturat și a încercat să se sinucidă.
Procesul celor 14 lideri naționali a început la 20 noiembrie 1952, la Tribunalul de Stat, procuror fiind Josef Urválek. A durat opt zile. Au fost aduse acuzații cu puternice conotații antisemite: Slánský și 10 din cei 13 inculpati erau evrei. La fel ca în procesele spectacol de la Moscova de la sfârșitul anilor 1930, inculpații s-au dovedit lași în fața instanței de judecată, recunoscându-și vina și cerând să fie pedepsiți cu moartea. Slánský a fost găsit vinovat de activități „troțkist-titoist-sioniste în slujba imperialismului american” și spânzurat public la închisoarea Pankrác la 3 decembrie 1952. Trupul său a fost incinerat, iar cenușa a fost împrăștiată pe un drum înghețat din afara Pragăi.

## Considerații postume
După moartea lui Stalin, Slánský a fost acuzat de Antonín Novotný că ar fi introdus metodele de interogare staliniste în Cehoslovacia. Slánský și alte victime ale epurărilor au fost eliberați de acuzații în aprilie 1963 și complet reabilitați și achitați în mai 1968. După Revoluția de Catifea din 1989, noul președinte Václav Havel l-a numit pe fiul lui Slánský, ce se numea tot Rudolf, ca ambasador al Cehiei în Uniunea Sovietică.
Slánský a fost cel mai înalt lider politic executat în perioada regimului comunist din Cehoslovacia. Ulterior, tratamentul la adresa liderilor căzuți în dizgrație a devenit mai civilizat prin comparație: ei au fost pur și simplu demiși din funcțiile deținute și pensionați.